# Ekonomika Kosova

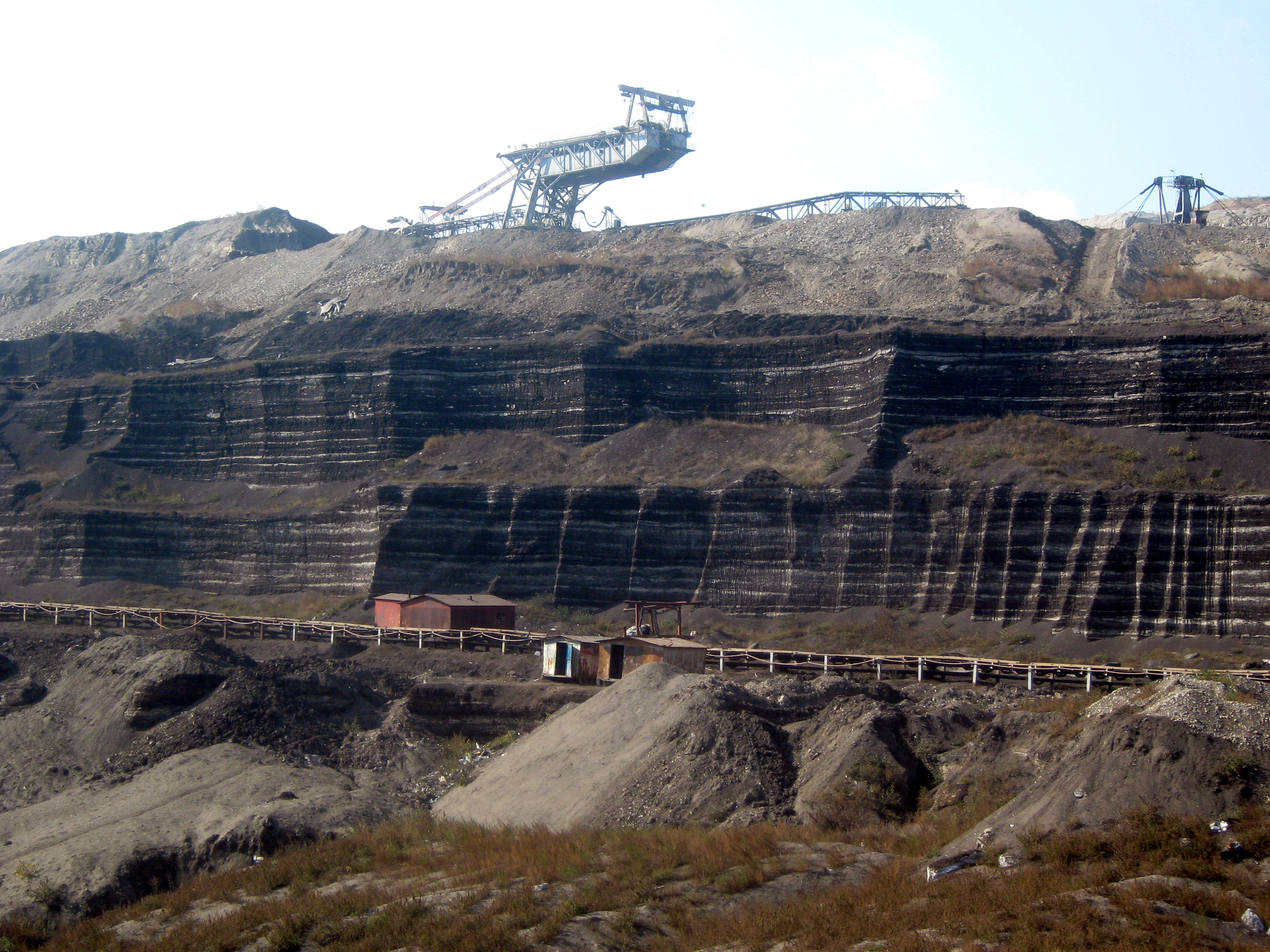
Povrchová těžba uhlí v Kosovu.

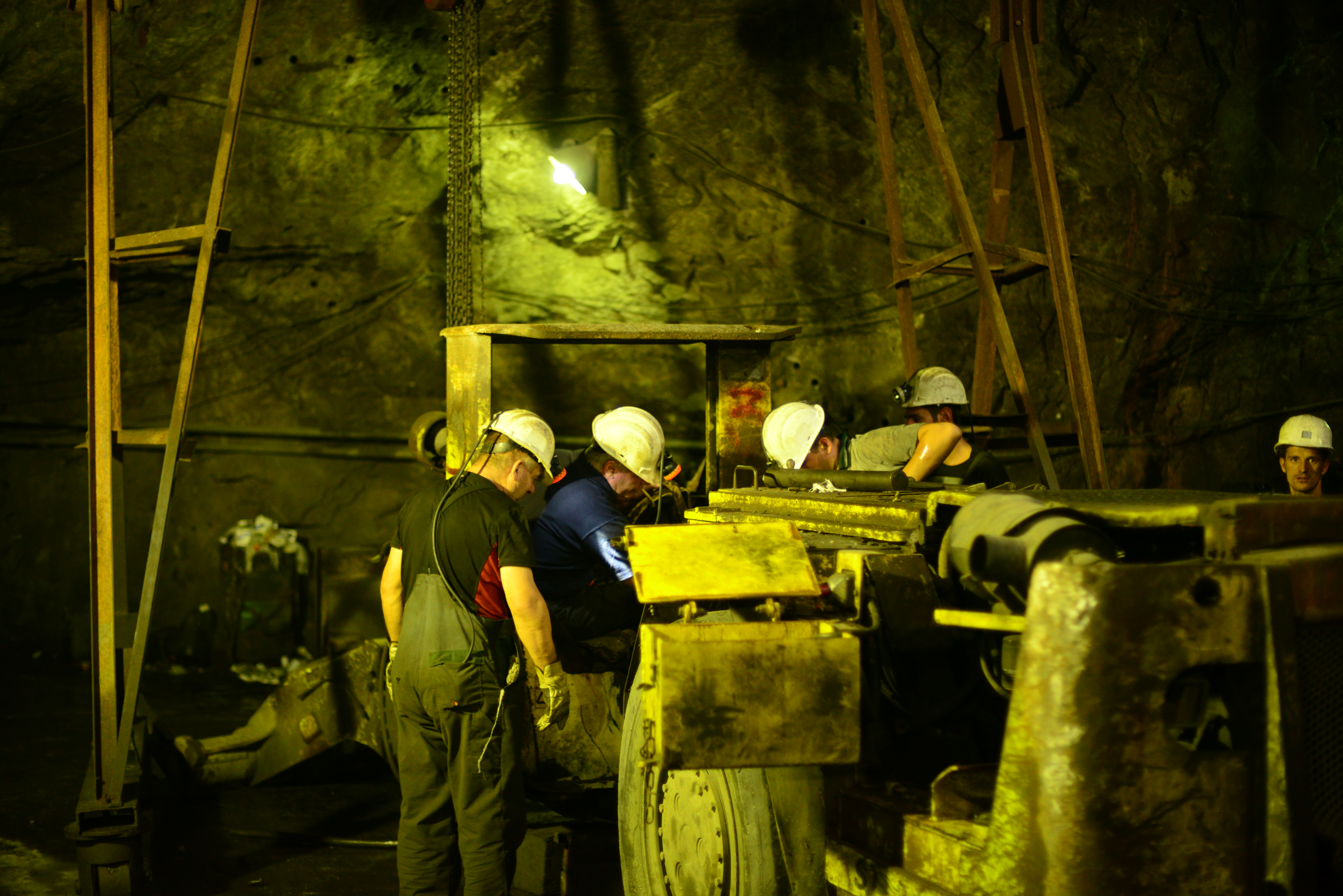
Horníci v dole u kombinátu Trepča.

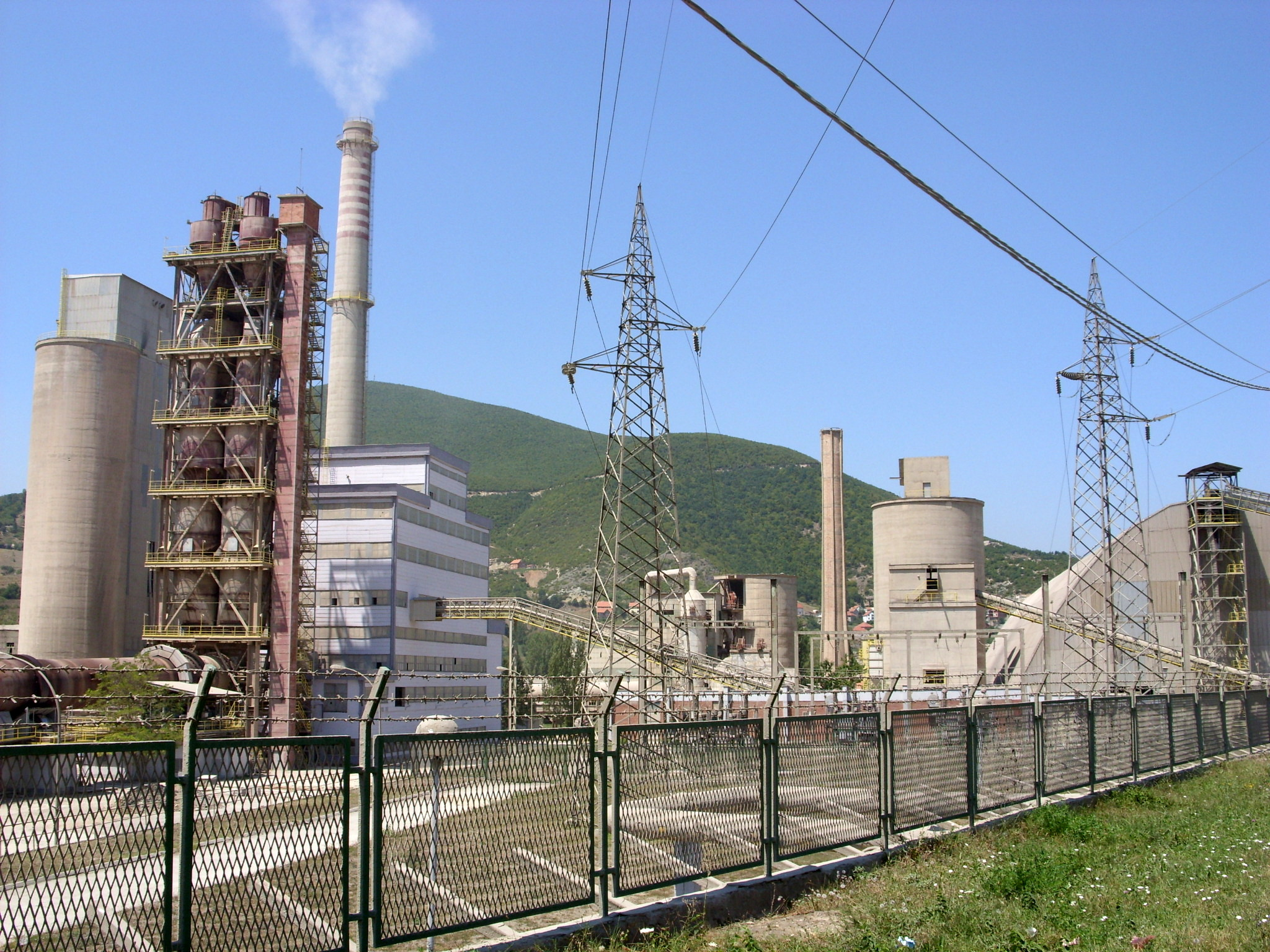
Cementárna ve městě Elez Han u hranice se Severní Makedonií.

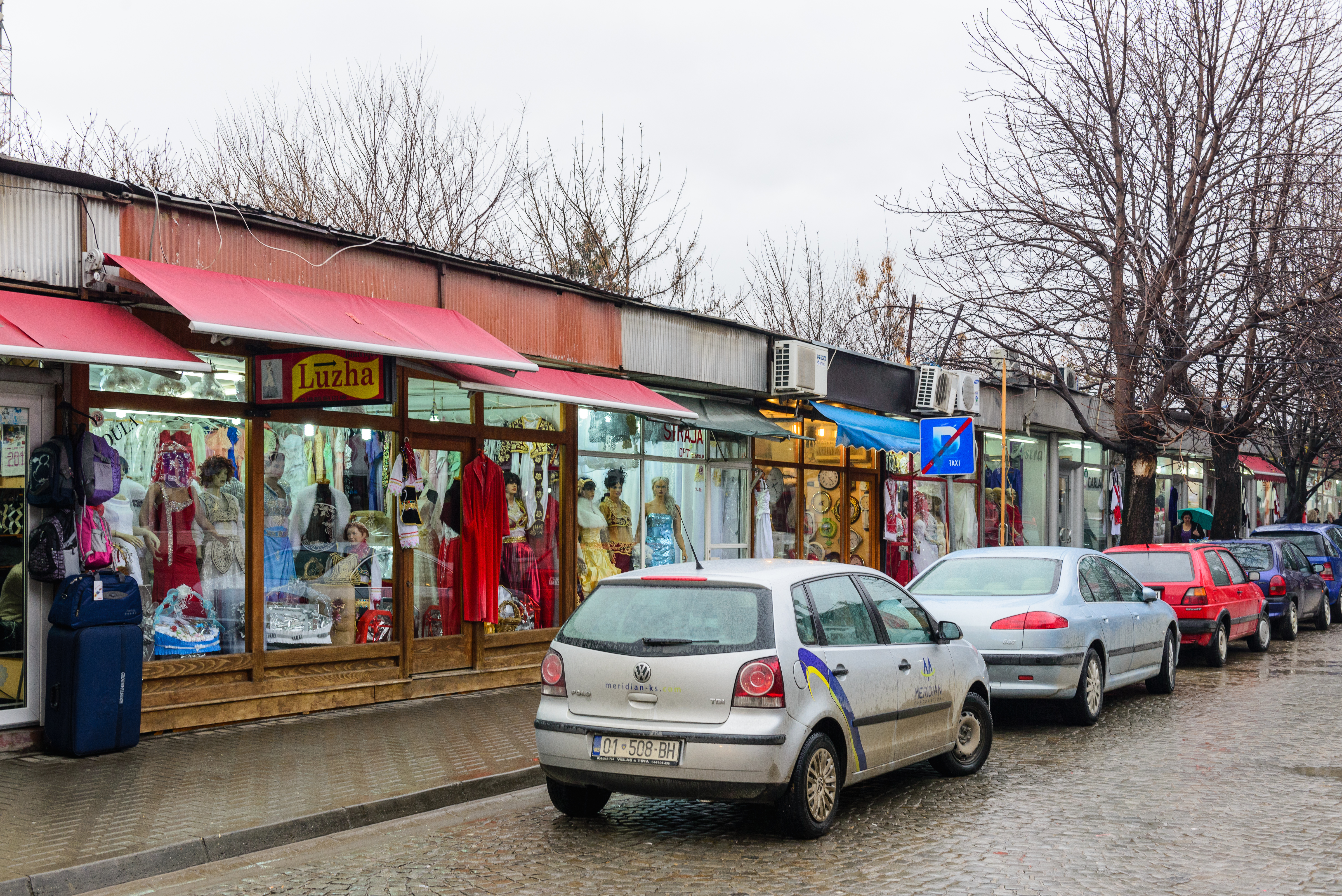
Obchody v Prištině.

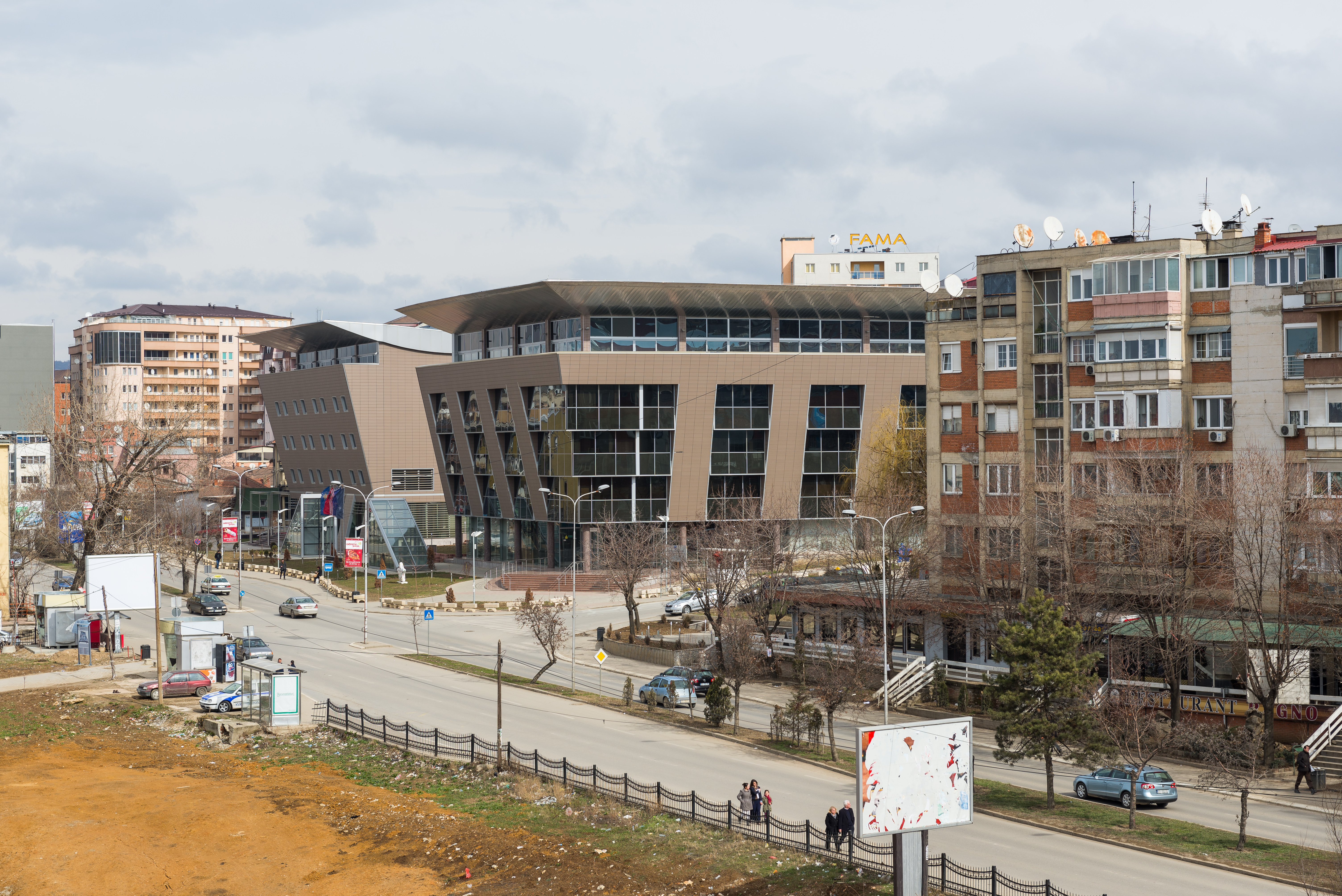
Moderní budovy v Prištině.

Ekonomika Kosova je jedna z nejméně rozvinutých v Evropě. Je klasifikována jako přechodová.

## Historie

### Království Jugoslávie
Během 20. a 30. let byl v Kosovu prováděn program kolonizace, která měla pomoci vládě v Bělehradu zajistit přísun loajálního obyvatelstva. Kosovo bylo velmi zaostalé, bylo však bohaté na nerostné zdroje. Proto byly především během 30. let vybudovány v Kosovu železnice a moderní doly. Ve spolupráci s britským investorem byl zřízen kombinát Trepča na severu dnešního Kosova. Většina obyvatelstva se živila buď zemědělstvím, nebo řemeslnou výrobou.

### SFRJ

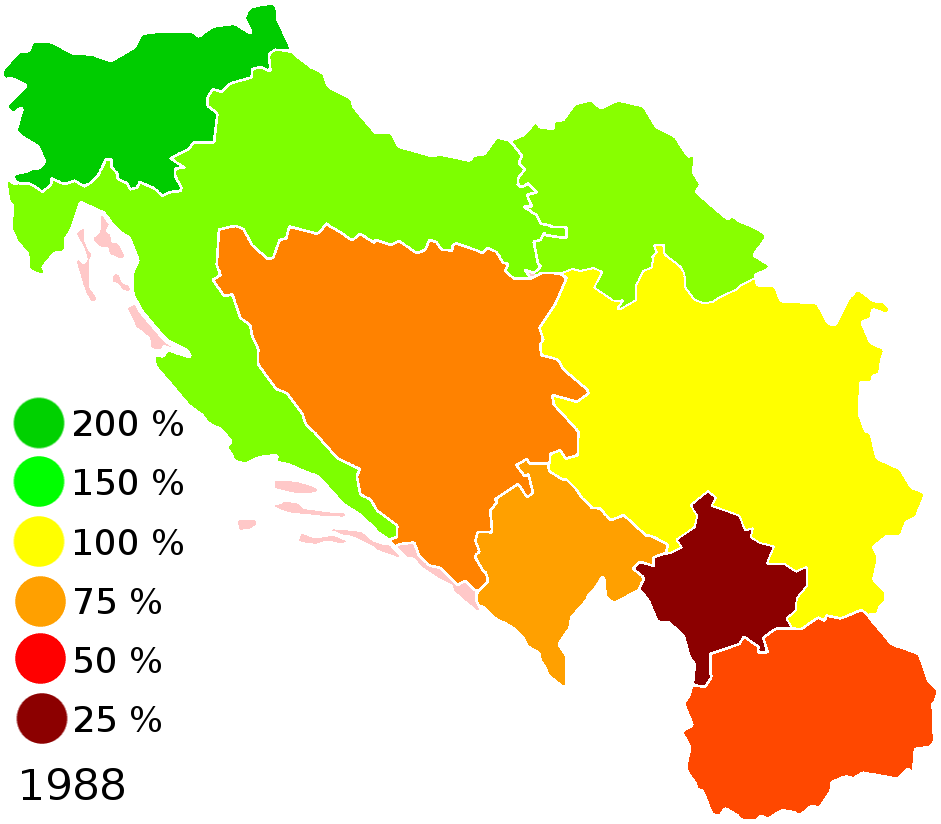
V roce 1988 dosahoval ekonomický výkon Kosova jen 27 % celojugoslávského průměru. Slovinsko se naopak pohybovalo okolo 220 %.

Po skončení druhé světové války bylo 75 % obyvatel Kosova negramotných.
Kosovo bylo během existence socialistické Jugoslávie velmi dlouhou dobu opomíjeno, ačkoliv patřilo k nejméně rozvinutým oblastem celé země. Vysoký počet obyvatel a rostoucí politická nespokojenost přiměly jugoslávskou vládu k tomu, aby zřídila Fond pro nerozvinuté republiky, který sloužil pro potřeby především Kosova, a také Bosny a Hercegoviny, Makedonie a Černé Hory. Kosovo čerpalo nejvíce prostředků z tohoto fondu, které sloužily pro rozvoj průmyslu a dopravní infrastruktury. V Kosovu byl především realizován těžký průmysl; energetika, zpracování kovů apod. Kosovo disponuje lignitem, olovem, zinkem, niklem, chromem a hlinitými rudami. Extenzivní rozvoj průmyslu v Kosovu po desetiletí také ale vedl k ekologickým škodám.
Dlouhodobý problém, který trápil Kosovo od nepaměti, bylo zemědělství. Vysoká koncentrace obyvatel v úrodném Kosovu a nedostatek mechanizace dokázal poměrně dlouho vázat velké množství pracovní síly právě v zemědělských činnostech. V roce 1952 představovalo zemědělství 60 % HDP Kosova. Obdělávaná půda je však tradičně fragmentována na velmi malá políčka, což jednotlivým zemědělcům znemožňuje investovat více prostředků do vhodného vybavení. V roce 2012 tvořilo zemědělství 12,9 % HDP Kosova.
Kosovské hospodářství se však i přes vysoké investice nedokázalo vymanit z vysoké míry zaostalosti. V závěru 70. let 20. století došlo k rozvoji hospodářské krize na území celé Jugoslávie. Tato skutečnost dopadla především nejvíce na Kosovo, kde došlo k značnému nárůstu nezaměstnanosti. Přerozdělování stále menšího množství volných pracovních míst v 80. letech mezi uchazeče o zaměstnání srbské, resp. albánské národnosti dále přiživovalo etnickou nevraživost a zpoté i etnický konflikt mezi Srby a Albánci. Zatímco v některých jiných částech Jugoslávie vzrostl mezi lety 1952 až 1990 HDP pětinásobně (ve Slovinsku) či čtyřnásobně (v Makedonii) v Kosovu to bylo jen dvojnásobně.
Ekonomická situace Kosova se velmi zhoršila v letech 1989, kde byl vyhlášen výjimečný stav a i o rok později, kdy vláda SR Srbsko omezila podstatným způsobem autonomii Kosova. Válka v dané oblasti vedla k zničení infrastruktury, která byla po roce 1999 obnovena za pomocí investic vyspělých zemí.).
Po vyhlášení nezávislosti Kosova se však atmosféra pro zahraniční investory zlepšila jen mírně; pro Kosovo je překážkou pro přilákání více zahraničních firem problematika korupce, propojenosti politiky a byznysu[zdroj?]. Ekonomiku rovněž tíží nevyřešené vlastnické spory o některé státní podniky (např. kombinát Trepča nebo národního telekomunikačního operátora) s Bělehradem. Od roku 2008 se snaží kosovská vláda privatizovat některé státní podniky. V roce 2012 byl privatizován kosovský výrobce energie a distributor. Zahraniční pomoc činila ještě okolo roku 2017 10 % HDP Kosova; v roce 2010 představovala téměř 50 %.
Dalším problematickým faktorem je také špatné napojení Kosova na zbytek Balkánu. Tuto situaci zlepšila dálnice, která v roce 2012 spojila jihokosovské město Prizren s Albánií. V druhé dekádě 21. století také probíhají vyjednávání mezi srbskou vládou a kosovskou vládou o výstavbě dálnice z Niše do Prištiny.

## Hrubý domácí produkt
Hrubý domácí produkt a jeho růst od 90. let 20. století velmi kolísal; od záporných čísel až k dvouciferným kladným. Od roku 2004 je však vidět mírné oživení (tříprocentní růst). Zahraniční dluhy Kosova jsou značné, dosahují 70 % HDP. Mnoho obyvatel Kosova žije v zahraničí a část svých výdělků posílají zpět do vlasti; tento příjem tvoří zhruba 13 % domácího produktu. Tato skutečnost je v případě Kosova srovnatelná s dalšími zeměmi regionu.
V roce 2014 činil kosovský HDP na obyvatele 14 000 USD. V roce 2016 dosahoval ekonomický růst Kosova 4,1 % HDP.

## Zahraniční obchod
Správu zahraničního obchodu a daní vykonávaly v letech 1999 - 2008 úřady OSN UNMIK, dnes je již součástí administrativy Kosovské republiky. Kosovo již není se Srbskem v celní unii, zato podepsalo smlouvu o volném obchodu s Chorvatskem, Bosnou a Hercegovinou, Albánií a Severní Makedonií. Právě s ní také kosovské podniky nejvíce obchodují.
Mezi hlavní obchodní partnery Kosova patří Itálie (27 % vývozu) a Albánie (10, 4 % vývozu). Kosovo dováží nejvíce ze Severní Makedonie (14,8 % dovozu) a Německa (13 % dovozu). Vyváženo je především zboží (56 %), hrubý materiál (25 %), živá zvířata (6 %). Kosovo dováží hlavně stroje a dopravní vybavení (21 % veškerého dovozu), zboží (20 % dovozu), paliva (16 %).

## Černá a šedá ekonomika
Vzhledem k dlouhodobě neutěšené vnitropolitické, ekonomické a lidskoprávní situaci, jež vyvrcholila ozbrojeným konfliktem, bylo Kosovo po dlouhou dobu velmi zranitelným a vhodným prostředím pro existenci organizovaných kriminálních struktur, přičemž existence nebo vliv některých z nich přetrvává dodnes. Oficiální míra nezaměstnanosti v Kosovu činila v roce 2014 31,3 % práceschopného obyvatelstva; roku 2017 se snížila na 28,7 %. Značná část obyvatel Kosova však je zaměstnávána nelegálně.
Vysoká nezaměstnanost a nerozvinutost Kosova byly jedním z hlavních faktorů pro odchod velkého počtu obyvatel země do západní Evropy během Evropské migrační krize v roce 2015. V témže roce také pomohl Mezinárodní měnový fond se stabilizací a přijetím rozpočtu Kosova na následující rok.
Kosovo je spolu se Severní Makedonií jednou z hlavních tranzitních tras pro drogové kartely.